# Trofeo Teresa Herrera
A Trofeo Teresa Herrera egy barátságos labdarúgókupa-sorozat, melyet 1946 óta rendeznek meg négy csapat részvételével a spanyolországi A Coruña városában. Minden év augusztus második felében kerül sor a rendezvény lebonyolítására, melynek helyszínéül a Riazor Stadion szolgál. Sokan az egyik legnagyobb presztízzsel bíró felkészülési tornának tartják.

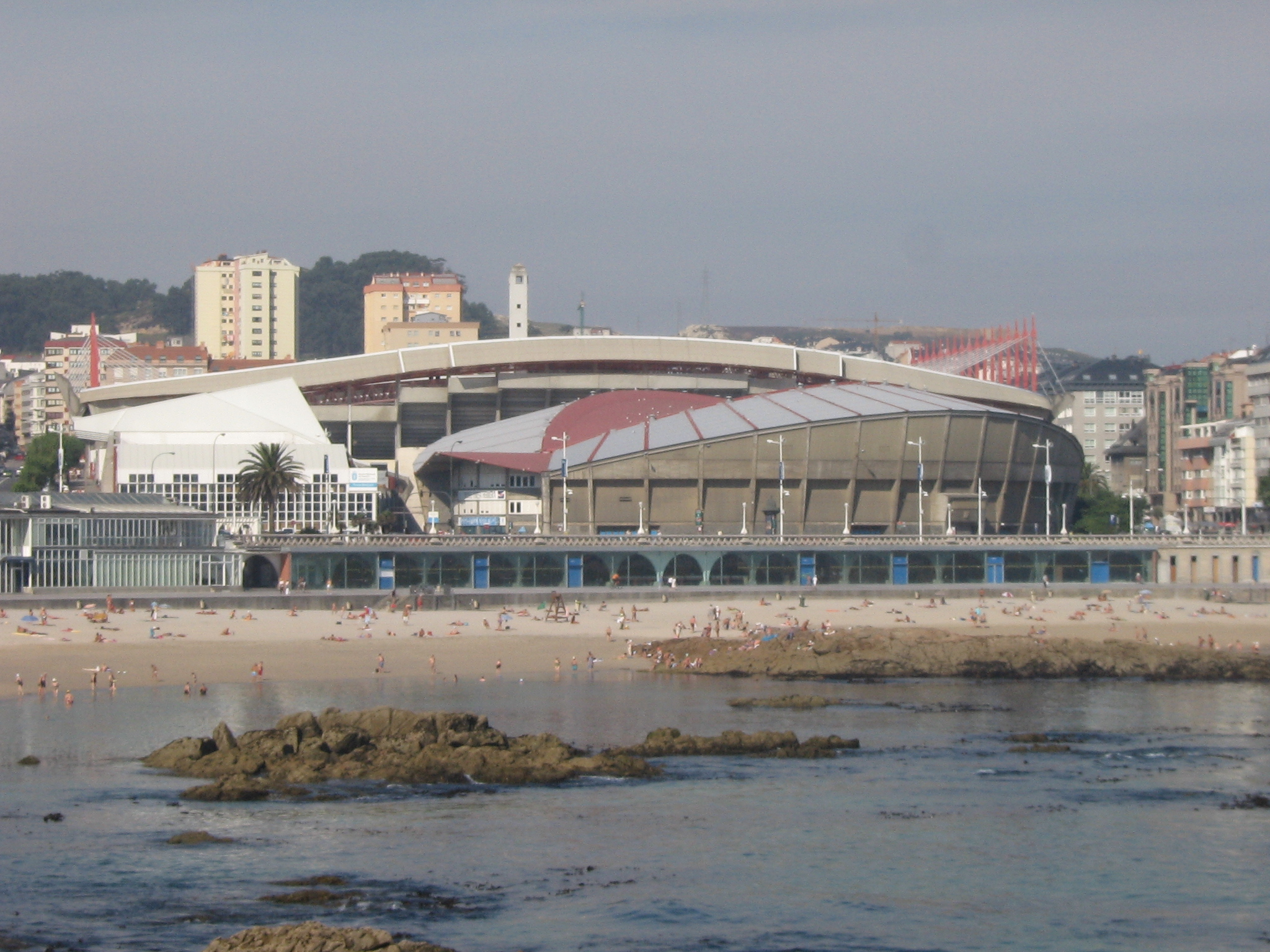
A Riazor Stadion, La Coruña városában.

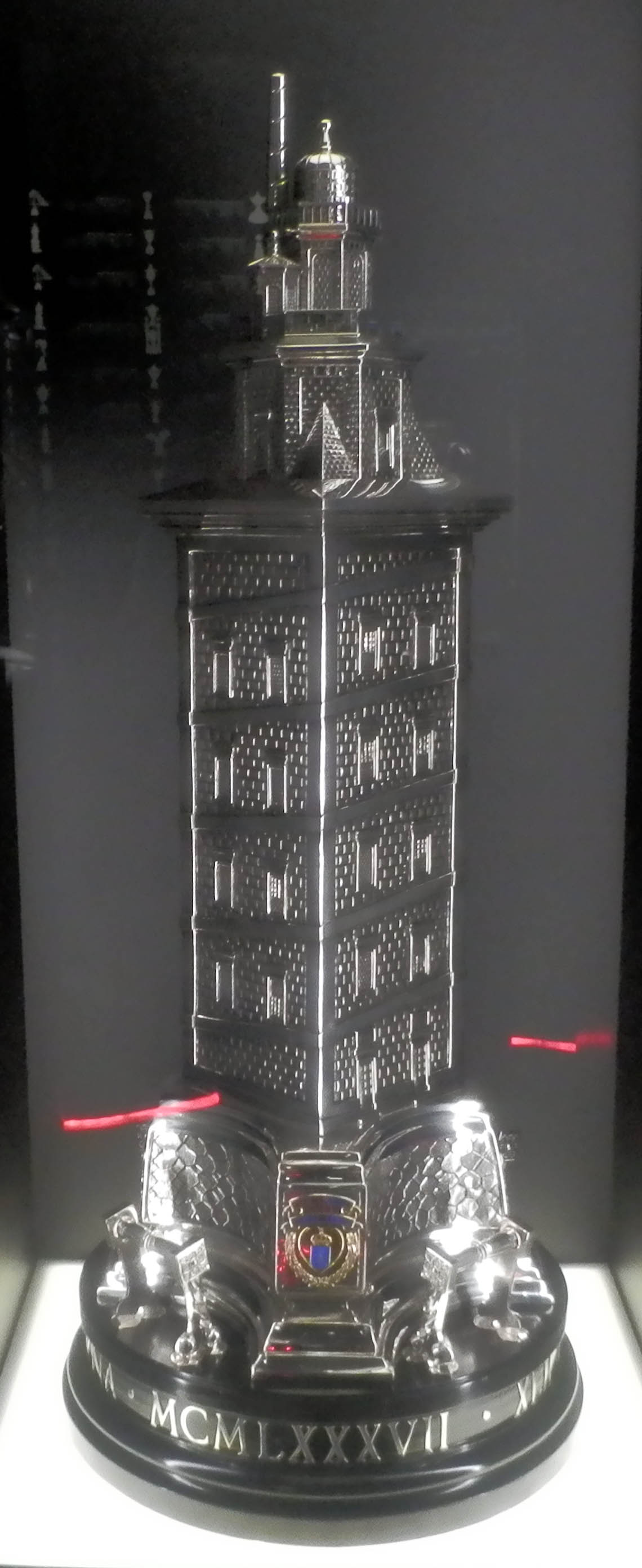
A tekintélyes méretű kupa, a vigói múzeumban

## Az eddigi győztesek
| Év   | Bajnok              | Második                  |
| ---- | ------------------- | ------------------------ |
| 1946 | Sevilla             | Athletic Bilbao          |
| 1947 | Athletic Bilbao     | Vasco da Gama            |
| 1948 | Barcelona           | Porto                    |
| 1949 | Real Madrid         | Racing de Paris          |
| 1950 | Lazio               | Atlético Madrid          |
| 1951 | Barcelona           | Young Boys               |
| 1952 | Valencia            | Roubaix-Tourcoing        |
| 1953 | Real Madrid         | Toulouse                 |
| 1954 | Sevilla             | Helsingborgs             |
| 1955 | Deportivo La Coruña | Athletic Bilbao          |
| 1956 | Atlético Madrid     | 1. FC Köln               |
| 1957 | Vasco da Gama       | Athletic Bilbao          |
| 1958 | Nacional Montevideo | Flamengo                 |
| 1959 | Santos              | Botafogo                 |
| 1960 | Sevilla             | Newcastle United         |
| 1961 | Sporting CP         | Stade de Reims           |
| 1962 | Deportivo La Coruña | Benfica                  |
| 1963 | AS Monaco           | Vasco da Gama            |
| 1964 | Deportivo La Coruña | Sporting CP              |
| 1965 | Atlético Madrid     | Vitória Setúbal          |
| 1966 | Real Madrid         | Deportivo La Coruña      |
| 1967 | Racing Ferrol       | Celta Vigo               |
| 1968 | Vitória Setúbal     | Rapid Wien               |
| 1969 | Deportivo La Coruña | Nacional Montevideo      |
| 1970 | Ferencvárosi TC     | San Lorenzo              |
| 1971 | Crvena Zvezda       | Deportivo La Coruña      |
| 1972 | Barcelona           | Den Haag                 |
| 1973 | Atlético Madrid     | Spartak Trnava           |
| 1974 | Peñarol             | Borussia Mönchengladbach |
| 1975 | Peñarol             | Cruzeiro                 |
| 1976 | Real Madrid         | Cruzeiro                 |
| 1977 | Fluminense          | Dukla Praha              |
| 1978 | Real Madrid         | Flamengo                 |
| 1979 | Real Madrid         | Sporting Gijón           |
| 1980 | Real Madrid         | Sporting Gijón           |
| 1981 | Dinamo Kijiv        | Atlético Madrid          |
| 1982 | Dinamo Kijiv        | Barcelona                |
| 1983 | Athletic Bilbao     | Peñarol                  |
| 1984 | AS Roma             | Vasco da Gama            |
| 1985 | Atlético Madrid     | Porto                    |
| 1986 | Atlético Madrid     | Santos FC                |
| 1987 | Benfica             | Deportivo La Coruña      |
| 1988 | PSV Eindhoven       | Atlético Madrid          |
| 1989 | Bayern München      | Steaua București         |
| 1990 | Barcelona           | Benfica                  |
| 1991 | Porto               | Deportivo La Coruña      |
| 1992 | São Paulo           | Barcelona                |
| 1993 | Barcelona           | São Paulo                |
| 1994 | Real Madrid         | Deportivo La Coruña      |
| 1995 | Deportivo La Coruña | Real Madrid              |
| 1996 | Botafogo            | Juventus                 |
| 1997 | Deportivo La Coruña | PSV Eindhoven            |
| 1998 | Deportivo La Coruña | Lazio                    |
| 1999 | Celta Vigo          | Boca Juniors             |
| 2000 | Deportivo La Coruña | Lazio                    |
| 2001 | Deportivo La Coruña | Real Madrid              |
| 2002 | Deportivo La Coruña | Cruz Azul                |
| 2003 | Deportivo La Coruña | (körmérkőzés)            |
| 2004 | Deportivo La Coruña | Atlético Madrid          |
| 2005 | Deportivo La Coruña | (körmérkőzés)            |
| 2006 | Deportivo La Coruña | Milan                    |
| 2007 | Deportivo La Coruña | Real Madrid              |
| 2008 | Deportivo La Coruña | Atlético Madrid          |
| 2009 | Atlético Madrid     | Deportivo La Coruña      |
| 2010 | Newcastle United    | Deportivo La Coruña      |
| 2011 | Sevilla             | Deportivo La Coruña      |
| 2012 | Deportivo La Coruña | Atlético Madrid          |
| 2013 | Real Madrid         | Deportivo La Coruña      |
| 2014 | Deportivo La Coruña | Sporting Gijón           |
| 2015 | Deportivo La Coruña | Braga                    |
| 2016 | Deportivo La Coruña | Villarreal               |
| 2017 | Deportivo La Coruña | West Bromwich Albion     |
| 2018 | Athletic Bilbao     | Deportivo La Coruña      |
| 2019 | Deportivo La Coruña | Real Betis               |

## Legsikeresebb csapatok
| Csapat              | Ország                | Győzelmek | Győztes évek |
| ------------------- | --------------------- | --------- | --- |
| Deportivo La Coruña | Spanyolország         | 22        | 1955, 1962, 1964, 1969, 1995, 1997, 1998, 2000, 2001, 2002, 2003, 2004, 2005, 2006, 2007, 2008, 2012, 2014, 2015, 2016, 2017, 2019 |
| Real Madrid         | Spanyolország         | 9         | 1949, 1953, 1966, 1976, 1978, 1979, 1980, 1994, 2013                                                                               |
| Atlético Madrid     | Spanyolország         | 6         | 1956, 1965, 1973, 1985, 1986, 2009                                                                                                 |
| Barcelona           | Spanyolország         | 5         | 1948, 1951, 1972, 1990, 1993 |
| Sevilla             | Spanyolország         | 4         | 1946, 1954, 1960, 2011 |
| Athletic Bilbao     | Spanyolország         | 3         | 1947, 1983, 2018 |
| Peñarol             | Uruguay               | 2         | 1974, 1975 |
| Dinamo Kijiv        | Szovjetunió / Ukrajna | 2         | 1981, 1982 |
| Lazio               | Olaszország           | 1         | 1950 |
| Valencia            | Spanyolország         | 1         | 1952 |
| Vasco da Gama       | Brazília              | 1         | 1957 |
| Nacional Montevideo | Uruguay               | 1         | 1958 |
| Santos              | Brazília              | 1         | 1959 |
| Sporting CP         | Portugália            | 1         | 1961 |
| AS Monaco           | Franciaország         | 1         | 1963 |
| Racing Ferrol       | Spanyolország         | 1         | 1967 |
| Vitória Setúbal     | Portugália            | 1         | 1968 |
| Ferencváros         | Magyarország          | 1         | 1970 |
| Crvena Zvezda       | Jugoszlávia / Szerbia | 1         | 1971 |
| Fluminense          | Brazília              | 1         | 1977 |
| AS Roma             | Olaszország           | 1         | 1984 |
| Benfica             | Portugália            | 1         | 1987 |
| PSV Eindhoven       | Hollandia             | 1         | 1988 |
| Bayern München      | Németország           | 1         | 1989 |
| Porto               | Portugália            | 1         | 1991 |
| São Paulo           | Brazília              | 1         | 1992 |
| Botafogo            | Brazília              | 1         | 1996 |
| Celta Vigo          | Spanyolország         | 1         | 1999 |
| Newcastle United    | Anglia                | 1         | 2010 |